# Diecezja Abakaliki
Diecezja Abakaliki (łac. Dioecesis Abakalikiensis) – diecezja rzymskokatolicka w Nigerii stanowiąca sufraganię archidiecezji Onitsha.
Siedzibą jest Abakaliki.

## Historia
Diecezja została erygowana 1 marca 1973 z części diecezji Ogoja.

## Główne świątynie
- Katedra: Katedra św. Teresy w Abakaliki

## Biskupi
- Thomas McGettrick SPS (mianowany 1 marca 1973 – 19 lutego 1983 przeszedł na emeryturę)
- Michael Nnachi Okoro (mianowany 19 lutego 1983 – 6 lipca 2021)
- Peter Chukwu (od 2021)

## Dane statystyczne
Dane nie uwzględniają zmian terytorialnych.
| Rok  | Katolicy | Całkowita populacja | Odsetek katolików | Księża diecezjalni | Księża zakonni | Księża łącznie | Katolicy/księdza | Stali diakoni | Zakonnicy | Zakonnice | Parafie | Źródło |
| ---- | -------- | ------------------- | ----------------- | ------------------ | -------------- | -------------- | ---------------- | ------------- | --------- | --------- | ------- | ------ |
| 1980 | 133,252  | 1,240,000           | 10.7%             | 15                 | 14             | 29             | 4,594            |               | 14        | 36        | 20      | ap1981 |
| 1990 | 165,000  | 1,340,000           | 12.3%             | 26                 | 12             | 38             | 4,342            |               | 12        | 55        | 28      | ap1991 |
| 1999 | 248,750  | 1,723,000           | 14.4%             | 53                 | 5              | 58             | 4,288            |               | 9         | 75        | 42      | ap2000 |
| 2000 | 269,920  | 1,772,000           | 15.2%             | 53                 | 5              | 58             | 4,653            |               | 9         | 79        | 43      | ap2001 |
| 2001 | 291,350  | 1,676,000           | 17.4%             | 56                 | 2              | 58             | 5,023            |               | 6         | 92        | 45      | ap2002 |
| 2002 | 290,000  | 1,675,000           | 17.3%             | 61                 | 5              | 66             | 4,393            |               | 10        | 85        | 48      | ap2003 |
| 2003 | 310,000  | 1,675,000           | 18.5%             | 65                 | 4              | 69             | 4,492            |               | 11        | 86        | 50      | ap2004 |
| 2004 | 331,000  | 1,675,000           | 19.8%             | 69                 | 3              | 72             | 4,597            |               | 10        | 88        | 55      | ap2005 |
| 2005 | 351,950  | 1,717,000           | 20.5%             | 79                 | 5              | 84             | 4,189            |               | 12        | 92        | 64      | ap2006 |
| 2006 | 374,680  | 1,769,000           | 21.2%             | 90                 | 1              | 91             | 4,117            |               | 8         | 129       | 74      | ap2007 |